# Kimærer (fisk)
 For alternative betydninger, se kimære. (Se også artikler, som begynder med kimære)
Kimærer (Chimaeriformes) er en orden af bruskfisk, søsterorden til hajer og rokker. De adskiller sig fra hajer og rokker bl.a. ved at have et gællelåg, der dækker gællespalterne og ofte en lang, piskeformet hale. Ordenen opstod for ca. 340 millioner år siden. I ordenen findes omkring 35 nulevende arter over hele jorden, heriblandt Havmus (Chimaera monstrosa).